# Comuna Reasne, Krasnopillea
Reasne (în ucraineană Рясне) este o comună în raionul Krasnopillea, regiunea Sumî, Ucraina, formată din satele Lisne, Reasne (reședința) și Zemleane.

## Demografie
Componența lingvistică a comunei Reasne
     Ucraineană (94,25%)
     Rusă (5,23%)
     Alte limbi (0,43%)
Conform recensământului din 2001, majoritatea populației comunei Reasne era vorbitoare de ucraineană (94,25%), existând în minoritate și vorbitori de rusă (5,23%).